# Олівер Сігурйонссон
Заголовок цієї статті — це ісландське ім'я, де Олівер — особове ім'я, а Сігурйонссон — ім'я по батькові. 
Олівер Сігурйонссон (ісл. Oliver Sigurjónsson, нар. 3 березня 1995, Коупавогюр, Ісландія) — ісландський футболіст, центральний півзахисник клубу «Брєйдаблік» та національної збірної Ісландії.

## Ігрова кар'єра
Олівер Сігурйонссон народився у місті Коупавогюр і займатися футболом починав у місцевому клубі «Брєйдаблік». Пізніше він пройшов стажування у молодіжній команді данського «Орхуса». Після чого повернувся до Ісландії.
Чотири сезони Олівер відіграв за «Брєйдаблік» і влітку 2017 року підписав трирічний контракт з клубом норвезького Другого дивізіону «Буде-Глімт», з яким одразу ж підвищився до Тіппеліги. Але у Норвегії гра в Олівера не пішла і він повернувся до «Брєйдабліка». Спочатку на правах оренди, а у 2020 році вже як повноцінний гравець команди.

## Міжнародна кар'єра
Олівер Сігурйонссон регулярно викликався до складу юнацьких збірних Ісландії різних  вікових категорій. У листопаді 2015 року у матчі проти Словаччини Олівер дебютував у національній збірній Ісландії.

## Титули і досягнення
- Чемпіон Ісландії: 2022
- Володар Кубка ісландської ліги: 2015, 2024
- Володар Суперкубка Ісландії: 2023